# Teutonia Praha
Teutonia Prag, též Pražský buršácký spolek „Teutonia“ (Würzburg), je někdejší konzervativní studentské sdružení, členská organizace německého buršáckého sdružení (Deutsche Burschenschaft / DB a lidového Burschenschaftliche Gemeinschaft / BG). V médiích se opakovaně diskutovalo o pravicově extremistických tendencích Teutonie Praha.

## Dějiny

### Před rokem 1945
Pražský buršácký spolek Teutonia byl, coby „akademicko-technické studenstké sdružení“, založen v Praze 16. prosince 1876 německými studenty Karlo-Ferdinandovy univerzity a Německé vysoké školy technické za významného přispění Raphaela Pachera a Ludwiga Ausserwinklera. Jejich cílem bylo obnovit hnutí sdružení na pražské půdě ve smyslu původního sdružení a spojit německé studenty technických oboru a univerzity v rovnoprávném společenství, protože v Rakousku-Uhersku byly dosud obě skupiny oddělené.
V letech 1876 až 1938 působila Teutonia v Praze – nejstarším „německém“ univerzitním městě a vytvořila černo-červeno-zlatý kartel s vídeňským akademickým sdružením Albia od roku 1879 a s štýrskohradeckým akademickým sdružením Arminia od roku 1887, které se považuje za sdružení na třech univerzitních místech a jedná se o nejstarší kartel v německém sdružení. První tradiční šermířské setkání proběhlo v Praze 10. dubna 1880 (podle jiných informací 2. dubna).
V bojích první světové války letech 1914–1918 ztratila Teutonie 18 členů na ruské, italské a srbské frontě. V letech 1918 až 1939 působila Teutonia v nově vzniklém Československu, přičemž v roce 1919 se stala členem německého buršáckého sdružení (Burschenschaft). Od svého rozpuštění v letech 1938 až 1945 existovala jen ve formě kamarádšaftu „Fritsch II“, poté „Josef Titta“ v rámci NSDStB. Ve druhé světové válce v letech 1939 až 1945 ztratila Teutonie 15 členů a při vyhánění Němců z Čech letech 1945–1947 dalších 14 členů.

### Po roce 1945
V letech 1945–1952 byla Teutonie zakázána spojenci a její činnost odložena kvůli podmínkám po válce.
V roce 1952 byla Teutonia znovu založena v Norimberku a v roce 1952 znovu připojila k celoněmeckému sdružení. V letech 1952 až 1962 byla jejím akademickým domovem hlavně Norimberská univerzita ekonomie a sociálních věd. V roce 1956 se Teutonia stala členem sdružení Bílý kruh. V roce 1963 se Teutonia přestěhovala do Erlangenu na Univerzitu Bedřicha-Alexandra a o 20 let později do Řezna na tamní univerzitu, založenou v roce 1962. Tam spolek v roce 1996 získala vlastní dům, poprvé ve své historii.
12. prosince 2009 se Teutonia Prag spojila s Libertas Würzburg do společného pražského sdružení Teutonia zu Würzburg. Dům v Řezně byl prodán za účelem získání jiného ve Würzburgu.

## Barvy a motto
Barvy pražského spolku Teutonia jsou černá, červená a zlatá s červeno-černými protipóly a členové spolku také nosí černé čapky v tzv. „pražském formátu“ a černé pekeschen. Motto spolku je: „Čest, svoboda, vlast“ („Ehre, Freiheit, Vaterland“).
Pražské sdružení Teutonia je mužské a životní sdružení německých akademiků, ve kterém se studenti po ukončení studia stávají členy starého mužského sdružení, které podporuje mladé studenty (Aktivitas) finančně a ideálně (kontrakt reverzní generace). Je také organizována podle zásady úmluvy, tj. rozhoduje se demokratickými hlasy a volbami, přičemž rozhoduje většina.

## Významní členové spolku

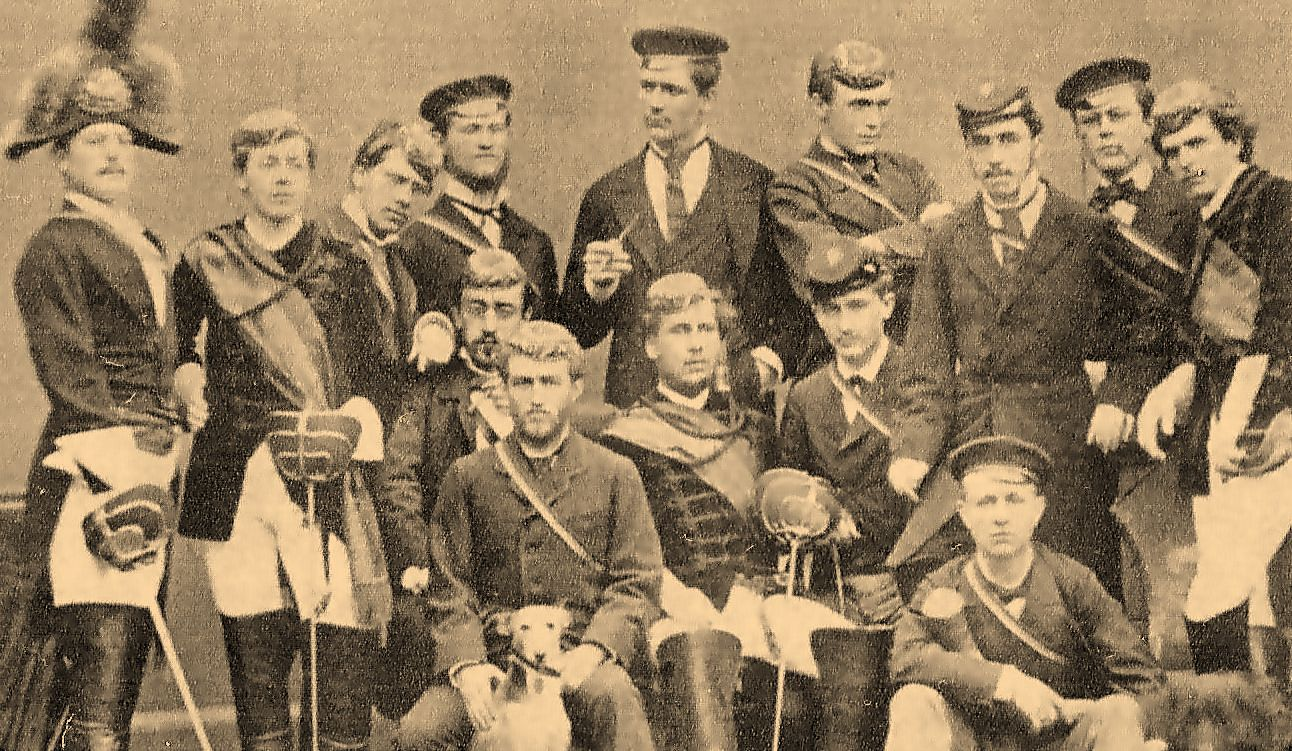
Aktivitas buršáckého spolku Teutonia, letní semestr 1879

- Ludwig Ausserwinkler (1859–1933), univerzitní profesor fotografie na Vysoké škole technické v Praze
- Ernst Bareuther (1838–1905), česko-rakouský právník a politik, člen Českého zemského sněmu a rakouské císařské rady (čestný člen)
- Franz Brehm (1861–1941), poslanec v českém státním parlamentu
- Ernst Gustav Doerell (1892–1963), univerzitní profesor zemědělských věd na Vysoké škole technické v Praze
- Josef Eisenmaier (1871–1926), profesor filozofie na pražské univerzitě
- Friedrich von Emperger (1862–1942), univerzitní profesor na Vídeňské technické univerzitě
- Karl Funke (1865–1960), chirurg v Rudolfově nemocnici ve Vídni, jako první úspěšně používal masáže pomocí stlačení hrudníku
- August Geßner (1880–1944), univerzitní profesor a rektor Vysoké školy technické v Praze
- Carl Haidn (1903–1998), primátor Düsseldorfu
- Fritz Hassold (1894–1945), člen DnP v pražském parlamentu
- Erwin Heine (1899–1947), spisovatel, novinář a básník
- Gustav Jonak (1903–1985), vedoucí oddělení Hlavního úřadu říšské bezpečnosti a vládní ředitel na ministerstvu vnitra Bádenska-Württemberska, SS-Obersturmbannführer
- Anton Kießlich (1858–1925), zakladatel a čestný předseda Federace Němců v Čechách
- Julius Kratter (1848–1926), univerzitní profesor a rektor univerzity v Štýrském Hradci, zakladatel soudního lékařství
- Roderich Leutschaft (1922–2006), univerzitní profesor kardiologie na univerzitě v Erlangenu
- Viktor Michl (1865–1927), člen Reichsrat
- Michael Müller (1975–2009), ultrapravicový skladatel písní (člen 1999–2001)
- Raphael Pacher (1857–1936), zemský hejtman německých Čech a německo-rakouský státní tajemník pro školství
- Paul von Portheim (1858–1883), rakouský básník a hudební skladatel
- Richard Riedl (1865–1944), velvyslanec Německé republiky v Berlíně
- Hugo Scherbaum (1872–1947), rakouský politik (GDVP)
- Karl Schöppe (1880–1939), primátor Ústí nad Labemu, předseda DnP
- Franz Staerk (1859–1926), architekt a místostarosta Štýrského Hradce
- Erwin Stein (1931–2009), člen CSU v bavorském zemském parlamentu
- Rudolf Thume (1885–1945), okresní správce okresu Český Leipa
- Josef Titta (1863–1923), zakladatel a předseda Německé lidové rady pro Čechy
- Karl Zörkendörfer (1864–1945), univerzitní profesor balneologie a medicíny na pražské univerzitě

## Kritika
V médiích se opakovaně diskutovalo o pravicově extremistických tendencích pražské Teutonie. V roce 2001 byla Teutonia Prag (tehdy ještě v Řezně) zmiňována v souvislosti se snahou pravicových extremistů získat vliv na univerzitách. Kritika byla také namířena proti tomu, že příležitost působit v Teutonii dostali lidé blízcí nové pravici, jako Götz Kubitschek a Bernd Rabehl,.